# Прибеломорская низменность
Прибеломо́рская ни́зменность — равнина на северо-западе России в Карелии, окаймляет западное побережье Белого моря.

## Общие сведения
Заболоченная равнина, протяжённостью до 300 км с северо-запада на юго-восток и шириной от 30 до 100 км, имеет незначительный уклон в сторону Белого моря.
Условно разделена с севера на юг на два участка: Карельский берег (от границы Карелии с Мурманской областью до озера Энгозеро) и Поморский берег (от озера Энгозеро до границы с Архангельской областью).
Северный участок представлен высотами до 100 м, сложенными кристаллическими породами, образующими в районе побережья бараньи лбы.
На болотных массивах равнины расположены холмы высотой до 15 м, сложенные кристаллическими породами и галечниково-валунным материалом.
Вдоль побережья, шириной до 40 м, расположены первичные засоленные луга, флора лугов представлена галофитами.